# Paweł Rybicki
Paweł Rybicki (ur. 30 września 1902 w Janowie Lwowskim, zm. 15 lipca 1988 w Krakowie) – socjolog polski, historyk nauki, profesor Uniwersytetu Jagiellońskiego.

## Życiorys
Był synem Tadeusza (sędziego) i Zofii ze Smolków, młodszym bratem dramaturga i poety Andrzeja. Studiował na Uniwersytecie Lwowskim, na którym w 1926 obronił doktorat. Uzupełniał studia w Kolonii i Paryżu, rozprawę habilitacyjną obronił w 1946. W latach 1934–1939 oraz 1945-1957 był dyrektorem Biblioteki Śląskiej w Katowicach. Po II wojnie światowej wykładał na Uniwersytecie Wrocławskim. W 1957 został profesorem nadzwyczajnym Uniwersytetu Jagiellońskiego, w 1972 profesorem zwyczajnym. Był m.in. członkiem paryskiej Académie Internationale d'Histoire des Sciences.
W pracy naukowej zajmował się dziejami socjologii i nauki polskiej. Opublikował m.in. pracę Arystoteles. Początki i podstawy nauki o społeczeństwie (1963), Społeczeństwo miejskie, Warszawa 1972, PWN, Struktura społecznego świata, Warszawa 1979, PWN, opracował rozdział dotyczący Odrodzenia dla pracy zbiorowej Historia nauki polskiej (1970, tom I).
Pochowany na cmentarzu Rakowickim w Krakowie.

## Źródła
- prof. Paweł Rybicki (1902-1988)
- Słownik historyków polskich (pod redakcją Marii Prosińskiej-Jackl), Wiedza Powszechna, Warszawa 1994